# Василькове (Полтавський район)
Васи́лькове — село в Україні, у Зіньківській міській громаді Полтавського району Полтавської області. Населення становить 31 осіб.

## Географія
Село Василькове розташоване за 3 км від лівого берега річки Грунь. Примикає до сіл Довбнівка, Петрівка та Княжева Слобода. Через село протікає сильно заболочений струмок.

## Населення

### Мова
Розподіл населення за рідною мовою за даними перепису 2001 року:
| Мова       | Кількість | Відсоток |
| ---------- | --------- | -------- |
| українська | 31        | 100%     |

## Історія
У 18 сторіччі була у Протовчанській паланці.
1859 року у власницькому хуторі (інша назва — Повєткіне) налічувалось 6 дворів, мешкало 50 осіб (20 чоловічої статі та 30 — жіночої), функціонував завод.
12 червня 2020 року, відповідно до розпорядження Кабінету Міністрів України № 721-р «Про визначення адміністративних центрів та затвердження територій територіальних громад Полтавської області», село увійшло до складу Зіньківської міської громади.
19 липня 2020 року, в результаті адміністративно - територіальної реформи та ліквідації Зіньківського району, село увійшло до складу новоутвореного Полтавського району Полтавської області.